# Anaxagorea gigantophylla
Anaxagorea gigantophylla R.E.Fr. – gatunek rośliny z rodziny flaszowcowatych (Annonaceae Juss.). Występuje w Wenezueli oraz Brazylii (w stanie Amazonas). 

## Morfologia
PokrójZimozielone drzewo dorastające do 4–12 m wysokości.
LiścieMają eliptyczny kształt. Mierzą 25–75 cm długości oraz 7–25 cm szerokości. Są owłosione od spodu. Nasada liścia jest zaokrąglona lub tępa.
KwiatySą owłosione, zebrane w pęczkach. Rozwijają się na pniach i gałęziach (kaulifloria). Mają białawą lub jasnożółtą barwę.
OwoceOwłosione mieszki o brązowej barwie. Osiągają 30–35 mm długości.

## Biologia i ekologia
Rośnie w wiecznie zielonych lasach. Występuje na wysokości do 800 m n.p.m.